# Lunda-indianer
Lunda-indianer är en svensk stumfilm från 1920 i regi av Einar Fröberg och med foto av Hellwig F. Rimmen.

## Handling
En expedition från Lund far till Sydamerika för att studera indiankultur. Väl där blir man överfallen av indianer och amanuens Knatte flyr med hövdingens vackra dotter. De två lyckas ta sig tillbaka till Lund, men indianerna har förföljt dem och dyker upp på Lunds station. Knatte tar återigen till flykten, denna gången till Bjärred.

## Rollista
- Hugo Hede – P. Knatte, amanuens
- Malte Åkerman	– P. Literberg, fil. dr
- Arvid Lindau – Indianhövdingen
- Greta Rothstein – Den bristande knoppen, hövdingens dotter
- Tusse Sjögren	– En penningutlånare

Dessutom medverkar i cameoroller (som "styrelsen i Historiska kulturföreningen") Georg J:son Karlin, Otto Ernberg, Torsten Uggla, Einar Fröberg och eventuellt Gustaf Clemensson. Också Lunds studentkår sägs medverka "i sin helhet".